# Cessna 210
Cessna 210 Centurion - C210 je šestsedeženo enomotorno propelersko športno letalo ameriškega proizvajalca Cessna. Prvič je poletela januarja 1957. V letih 1957−1986 so zgradili okrog 9240 letal. 
Vse verzije 210 imajo visoko nameščeno krilo, pri nekaterih je krilo povsem kantilever, pri drugih (začetnih) pa se je uporabljalo podporno palico. Uvlačljivo pristajalno podvozje je tipa tricikel. Prve verzije so imele samo štiri sedeže, pozneje so povečali kabino in dodali dva sedeža.

## Specifikacije (T210N Turbo Centurion II)
Podatki iz Janes' All The World's Aircraft 1982-83
Splošne karakteristike
- Posadka: 1
- Število sedežev: 5 potnikov
- Dolžina: 28 ft 2 in (8,59 m)
- Razpon kril: 36 ft 9 in (11,20 m)
- Višina: 9 ft 8 in (2,95 m)
- Širina kabine: 44 in (1,12 m)
- Višina kabine: 47 in (1,19 m)
- Površina kril: 175 ft² (16,23 m²)
- Teža praznega letala: 2303 lb (1045 kg)
- Maks. vzletna teža: 4000 lb (1814 kg)
- Pogon letala: 1 ×  6-valjni zračnohlajeni protibatni motor Continental Motors TSIO-520-R, 310 KM (231 kW)

 Zmogljivost 
- Maks. hitrost: 204 vozlov (235 mph, 378 km/h) at 17000 ft (5200 m)
- Potovalna hitrost: 193 vozlov (222 mph, 358 km/h) at 20000 ft (6100 m)
- Hitrost porušitve vzgona: 58 vozlov (67 mph, 108 km/h) CAS s spuščenimi zakrilci
- Doseg: 900 nmi (1036 mi, 1668 km) ekonomična hitrost na 10000 ft (3050 m)
- Višina leta: 27000 ft (8230 m)
- Hitrost vzpenjanja: 930 ft/min (4,7 m/s)
- Obremenitev kril: 22,9 lb/ft² (111,8 kg/m²)
- Razmerje moč/teža: 0,078 KM/lb (0,13 kW/kg)